# Lanius sphenocercus
Lanius sphenocercus (Picanço-da-china) é uma espécie de ave da família Laniidae.
Pode ser encontrada nos seguintes países: China, Japão, Coreia do Norte, Coreia do Sul, Mongolia e Rússia.
Os seus habitats naturais são: florestas temperadas.